# 宣太后
宣太后（せんたいごう）は、中国戦国時代の楚の公女で秦の王太后。本名と両親は不明。姓は羋、別号を羋八子。恵文王の側室で昭襄王・涇陽君（公子巿）・高陵君（公子悝）の生母であり、義渠の戎王との間にも2子を成したと言われる。始皇帝嬴政の高祖母にあたる。
昭襄王の治世において執政した相国の魏冄は異父同母弟で、左丞相の華陽君羋戎は同父母弟である。昭襄王の治世前期に権勢を振るった宣太后・魏冄・羋戎を指して三貴とも称される。

## 生涯

### 秦の太后に
恵文君13年（紀元前325年）、公子稷（後の昭襄王）を産む。この後、14年の間に恵文王との間に公子巿（高陵君）と公子悝（涇陽君）を儲けた。
恵文王14年（紀元前311年）、恵文王が亡くなり、恵文后（魏夫人）の産んだ長男の嬴蕩が武王として秦王の座を継いだ。
武王4年（紀元前307年）、武王が若くして亡くなったが武王には正室の武王后との間に子がなかったため、彼の兄弟たちが秦の王位を巡って争うことになった。
趙の武霊王の計らいで、代国の宰相の趙固によって燕に人質となっていた公子稷が趙を経由して秦に送り届けられた。多くの群臣が反対する中、異父同母弟である魏冄の支援により公子稷が昭襄王として秦王に即位することになったが、昭襄王は年若く、加冠の儀（成人の儀）を終えていなかったため、宣太后と魏冄・羋戎が秦の朝政を取り仕切ることになった。
昭襄王元年（紀元前306年）から昭襄王2年（紀元前305年）にかけて武王の後継者争いで敗れた昭襄王の兄弟で、恵文王の庶長子の公子壮（季君）が反昭襄王勢力をまとめて反乱を起こした（季君の乱または庶長壮の反乱）。
魏冄がこれを鎮圧し、昭襄王の兄弟で公子荘や公子雍を始めとする叛いた者は皆滅ぼされ、反乱に加担した大臣や恵文王の正室の恵文后も処刑され武王后は故国の魏に追放（または自ら逃亡）された。

### 義渠の王を誘殺す
義渠は東周時代に涇河北部から河套地域にかけて活躍した古代民族の一支族である。春秋戦国時代においてその勢力は一少数民族ながら強勢であり、秦や魏と争えるだけの力を持っていた。
恵文君7年（紀元前331年）、義渠国内で内乱が発生し、恵文王は庶長の操を派遣してこの内乱を平定させた。
恵文君11年（紀元前327年）、恵文王は義渠に県を置き、義渠王は秦の臣となった。
恵文王6年（紀元前319年）、秦は義渠を攻撃し郁郅（現在の甘粛省慶陽市の東）を奪取した。義渠は報復のため翌年公孫衍が組織した楚・韓・趙・魏・燕の合従軍に与して秦を攻撃した（函谷関の戦い）。義渠は合従軍の動きに便乗し、李帛（現在の甘粛省天水市の東）で秦軍を破った。
恵文王11年（紀元前314年）、恵文王は再度軍を派遣して義渠を攻撃し、徒涇（現在の山西省と陝西省の間の黄河南部の西辺り）を攻め二十五の城を奪って義渠の力を大きく削いだがそれでも義渠は一定の勢力を保った。
昭襄王元年（紀元前306年）、昭襄王が王位についた際、義渠の戎王が祝賀のため来朝した。宣太后はこの時戎王と私通し2人の子を儲けた。昭襄王は宣太后と義渠を滅ぼすための密謀を立て、昭襄王35年（紀元前272年）、宣太后は戎王を誘い出して入秦させると甘泉宮に呼び出し、そこで戎王を殺害させた。
秦は直ちに義渠へ兵を送るとこれを滅ぼし、義渠の故地に隴西郡・北地郡・上郡を置き、長城を築いて異民族の侵入を防いだ。

### 失勢から薨去
宣太后は政治運営を魏冄・羋戎・公子巿・公子悝の四貴に任せ、その権力は時の秦王である昭襄王の権力を上回り、四貴こそが国を動かしている事を秦国内で知らぬ者は無かった。
その様な中、魏から秦に逃亡してきた范雎が昭襄王に仕えるようになり、その重用を受けるに至ると范雎は昭襄王に対し夏・殷・西周の三代が滅んだ理由は、君主が政治を臣下に任せきりであった事に起因すると言上し、宣太后を始めとする四貴を罷免し、その権力を剥奪する事を申し出た。
昭襄王42年（紀元前265年）、昭襄王は范雎の上奏を容れると宣太后を退位させ、四貴を罷免して関外のそれぞれの封地へ追放し、宣太后並びに四貴の秦の政治への影響力を無きものとし、自身の王権体制を確立させた。
同年10月に宣太后は薨去し、芷陽の寿陵に埋葬された。この時、宣太后は情夫である魏丑夫に自らの死後、殉死する事を命じようとしたが、秦の大臣の一人である庸芮の説得によりそれを取り止めることにし、魏丑夫への殉死の命令を取り消した。

## 逸話
楚は韓を攻め、韓は秦に救援を請う。宣太后は「以前先王に仕え、先王は太ももを私の体に置いた時に、私はとても疲れました。しかし先王が体を全部私の体に押し付けた時、私は重いとは感じませんでした。これは私にとって気持ちがいいからです。今韓を助けるなら、これは私と秦にとって何のメリットがありますか」を理由に、これを拒否した。

## 登場作品
- 大秦帝国 縦横 ＝強国への道＝（2012年、中国）演：ニン・チン（中国語版）（寧静）
- ミーユエ 王朝を照らす月（2016年、中国）演：スン・リー（孫儷）
- 昭王〜大秦帝国の夜明け〜（2017年、中国）演：ニン・チン（中国語版）（寧静）